# Alpine A310
Alpine A310 er en sportsvogn bygget af den franske Alpine fabrik fra 1971 til 1984.
A310 er bygget i 4 (3 versioner) og 6 cylindret version med 2 forskellige undervogne, gearkasser og 3 eller 4 huls fælge.

## Motorsport

### Rally

#### Rally Monte Carlo
i 1976 sponserede Renault selv deltagelse i Rally Monte Carlo med en 4 cyl A310 Gr 4 og blev kørt af Jean-Pierre Nicholas og Vincent Laverne. På enkelte etaper klarede den sig rimeligt med en samlet 5 plads, men kunne ikke hamle op med den suverene Lancia Stratos. Michelle Mouton blev bedste kvindelige kører i en Alpine A110.

#### Franske Rally
I 1977 deltog en A610 V6 Gr 5 i det Franske Rally som Alpine vandt med Guy Frequelin.

#### Paris Dakar
Thierry Reverchon og Georges Vaills deltog i 1981 med en ombygget Alpine A310. Bilen var ombygget med 2 tanke men den 1800ccm 4 cyl motor var kun ombygget med en anden knat. Bilen udgik med 5000 km til mål men eksistere til dato.

### Le Mans
A310 deltog i Le Mans i 1977 og 1978.
I 1974 indså Alpine at A310 ikke havde tilstrækkeligt kræfter til at være konkurrencedygtig på lang sigt. I samarbejde med Renault Gordini udviklede man en motor baseret på V6 PRV på 2.8 L med lucas Insprøjtning. Motoren udviklede 300Hk og var rygtedes til at være 3 sekunder hurtigere end 911 Turbo på banen i Dijon. Projektet blev opgivet, da det ikke fik opbakning fra Renaults ledelse pga. høje omkostninger på motoren.
I 1977 fik Hervé Poulain overtalt Bernard Decure til at deltage i Le Mans. De fik overtalt Alpine til at bruge det oprindelige chassis, men uden den oprindelige motor. Chassiet blev forstærket og en motor med Weber 46 og andre knaster blev udviklet til at yde 225Hk. Om det var samme der lå til grund for den senere boulogne motor med 193 Hk kan der kun gisnes om. Bilen var sponsoreret af Dieppe's handelskammer og er kendt i dag som "Poisson Dieppois, Poisson de Choix",  (Fisk fra Dieppe er din favorit fisk). Poisson Dieppois kvalificerede sig som 51, kørte sig op til en 29 plads og udgik med en defekt kølerslange.
I 1978 stillede en Alpine A310 op igen men kvalificerede sig ikke til start

## Produktion

### 1971–1976

#### A310 1600 Series 1 (55 L tank, 3 bolt undervogn, 4-cylinder, 5-gear)
| Årgang | Antal | Motor |
| ------ | ----- | ----- |
| 1971   | 120   | VE    |
| 1972   | 575   | VE    |
| 1973   | 666   | VE    |
| 1974   | 344   | VF    |
| 1975   | 306   | VF    |
| 1976   | 329   | VF/VG |

| Model | År        | Motor                                | Gearkasse   | Hestekræfter                   | Admission                                             | Vægt              |
| ----- | --------- | ------------------------------------ | ----------- | ------------------------------ | ----------------------------------------------------- | ----------------- |
| VE    | 1971–1973 | 1605 cc (R17TS Insprøjtning)         | type 365-10 | 124 PS (91 kW) DIN at 6000 rpm | karburator - dobbelt 45 DCOE weber                    | 840 kg (1,852 lb) |
| VF    | 1974–1976 | 1605 cc (R17TS Insprøjtning/Gordini) | type 365-10 | 127 PS (93 kW) DIN at 6450 rpm | Insprøjtning - elektronisk direkte Bosch D-Jetronic   | 825 kg (1,819 lb) |
| VG    | 1976      | 1647 cc (R17 Gordini)                | type 365-24 | 95 PS (70 kW) DIN at 6000 rpm  | karburator - enkelt weber, dobbelt port 32 Weber DAR7 | 825 kg (1,819 lb) |

### 1977–1985

#### A310 V6 Serie 2 (62L tank, V6, 3 og 4 bolt undervogn, 4 og 5 gear)
| Årgang | Antal | Motor          |
| ------ | ----- | -------------- |
| 1976   | 140   | 2700VA         |
| 1977   | 1220  | 2700VA         |
| 1978   | 1216  | 2700VA         |
| 1979   | 1381  | 2700VA         |
| 1980   | 1138  | 2700VA         |
| 1981   | 1284  | 2700VA         |
| 1982   | 1095  | 2700VA 2700VAA |
| 1983   | 1139  | 2700VA 2700VAA |
| 1984   | 663   | 2700VA 2700VAA |

| Model                      | År        | Motor               | Gearkasse                                                  | Hestekræfter                     | Admission | Vægt   | Tank |
| -------------------------- | --------- | ------------------- | ---------------------------------------------------------- | -------------------------------- | --- | ------ | ---- |
| A310 V6 Series 1           | 1977–1980 | 2664 cc (R30 TS) V6 | manuel gearkasse 4-gear (type 367-05) 5-gear (type 369-02) | 150 PS (110 kW) DIN ved 6000 rpm | 1 karburator enkelt port Solex 34 TBIA og 1 karburator dobbelt port Solex 35 CEEI 3 bolt R30 inspireret undervogn.                                                        | 980 kg | 62 L |
| A310 V6 Series 2           | 1981–1985 | 2664 cc (R30 TS) V6 | manuel gearkasse 5-gear (type 369-02)                      | 150 PS (110 kW) DIN ved 6000 rpm | 1 karburator enkelt port Solex 34 TBIA og 1 karburator dobbelt port Solex 35 CEEI 4 bolt R5 Turbo inspireret undervogn, omstyled udvendigt udseende, nye kofangere        | 980 kg | 62 L |
| A310 V6 "Pack GT"          | 1982–1985 | 2664 cc (R30 TS) V6 | manuel gearkasse 5-gear (type 369-02)                      | 150 PS (110 kW) DIN ved 6000 rpm | 1 karburator enkelt port Solex 34 TBIA og 1 karburator dobbelt port Solex 35 CEEI 4 bolt R5 Turbo inspireret undervogn, bredere skærme, aerodynamisk kit, brede hjul etc. | 980 kg | 62 L |
| A310 V6 "Pack GT Boulogne" | 1982–1985 | 2849 cc (PRV) V6    | manuel gearkasse 5-gear (type 369-02)                      | 193 PS (142 kW) DIN ved 6000 rpm | 2 karburator tredobbelt port lodret Weber 46 IDA. 4 bolt R5 Turbo inspireret undervogn, bredere skærme, aerodynamisk kit, brede hjul etc.                                 |        | 62 L |

## Referenceliste
1. ↑  "Classic Driver Market". Arkiveret fra originalen 21. august 2018. Hentet 21. august 2018.

| Stub | Spire Denne bilrelaterede artikel er en spire som bør udbygges. Du er velkommen til at hjælpe Wikipedia ved at udvide den. |